# Пиеве Тезино
Пиѐве Тезѝно (на италиански: Pieve Tesino) е село и община в Северна Италия, автономна провинция Тренто, автономен регион Трентино-Южен Тирол. Разположено е на 843 m надморска височина. Населението на общината е 650 души (към 2018 г.).